# ۲۸ ذی‌الحجه
۲۸ ذیحجه، بیست و هشتمین روز از ماه ذیحجه در تقویم هجری قمری است.
در تقویم هجری قمری قراردادی این روز سیصد و پنجاه و سومین روز سال است.

## وقایع
- ۶۳ - روی‌دادن ماجرای حره در مدینه توسط سپاهیان یزید بن معاویه (امویان) و اهالی این شهر. در این حادثه لشکر یزید به اهالی مدینه یورش برده و به نوامیس تجاوز کردند و بیش از ۶۰۰۰ کشته که در میان آن‌ها افرادی از صحابه و تابعین بودند، به جای گذاشتند.
- ۱۳۳۸ - ورود قزاقان روسی به تبریز.
- ۱۰۱۴ - صدور دستور ساخت قلعه و بنای حصار شهر تبریز توسط «شاه عباس اول».

## درگذشتگان
- ۱۲۸۹ - ملاهادی سبزواری فیلسوف عظیم و دانشمند شهیر جهان اسلام.
- ۱۳۳۲ - ستار خان سردار ملی.